# Bill Wheatley
William John "Bill" Wheatley (Gypsum (Kansas), 5 de julho de 1909 - El Cerrito, 5 de fevereiro de 1992) foi um basquetebolista estadunidense que fez parte da Seleção Estadunidense de Basquetebol Masculino que conquistou a Medalha de Ouro nos XI Jogos Olímpicos de Verão em 1936 realizados em Berlim na Alemanha nazista.

## Biografia
Bill Wheatley era o único jogador da equipe que conquistou a Medalha de Ouro nas Olimpíadas de 1936 que não jogou no Basquetebol Universitário, no entanto ele trabalhava na empresa Globe Oil & Refinig Co. que formou uma equipe para disputar a Liga AAU. Nas seletivas para a Seleção Estadunidense que disputaria os Jogos Olímpicos, sua equipe ficou em segundo lugar mas mesmo assim foi convocado. Jogou na Liga AAU até a temporada de 1941, depois disso ele seguiu carreira como arbitro e treinador. Em 1947 levou o Oakland Bittners as finais da Liga contra o Philips 66ers, time que foi campeão da Liga. De 1948 a 1968 ele abandonou as quadras e se dedicou a carreira de superintendente de obras, e em 1963 no entanto conduziu uma equipe à África para se apresentar em 10 partidas.

## Estatísticas na Seleção Estadunidense
Bill Wheatley disputou 2 das 4 partidas que os EUA disputaram nas Olímpíadas de 1936 na modalidade Basquetebol.
| Evento      | Idade | Data      | Resultado       | Pts |
| ----------- | ----- | --------- | --------------- | --- |
| Berlim 1936 | 27    | 12/8/1936 | EUA 56 - 23 PHI | 4   |
| Berlim 1936 | 27    | 14/8/1936 | EUA 19 - 8 CAN  | 5   |

(*) Baseado nos dados contidos no sítio sports-reference.com